# Агент впливу
Агент впливу (англ. agent of influence) — особа, яка здійснює вплив і розповсюдження ідей будь-якої організації в середовищі людей, котрі до цієї організації не належать. У політиці агенти впливу зазвичай просувають інтереси іноземних держав або політичних партій. Це фізичні особи, корпоративні групи (угруповання), що займаються лобіюванням геоекономічних проектів з метою отримання надприбутків за рахунок державного ресурсу (преференцій).

## Характерні ознаки
У Східній Європі «лобіювання» здійснюється на основі надання матеріальних послуг політикам, що бореться за збереження влади. Останні розраховуються з угрупуваннями державними преференціями за допомогою, наприклад, створення цільових вільних економічних зон або офшорного бізнесу. Агенти впливу, що здійснюють підривну діяльність проти держави, часто стають «героями» капіталістичної праці.
Зазвичай це посадова особа або особа, яка користується громадським довірою і авторитетом, здійснює систематичну діяльність з реалізації цілей політики іноземної держави (вербуються серед громадських діячів, журналістів, радників, державних експертів, чиновників, профосоюзних діячів, вчених, релігійних діячів, любих впливових осіб), котрий таємно діє на користь будь-якої політичної партії або громадської організації. Зазвичай агент впливу діє в інтересах агентурної мережі або використовується в замислах агентури як «корисний ідіот». Офіційний словник американської контррозвідки вказує на походження словосполучення з СРСР. У політичному узусі термін використовувався і для опису противників держави, які не були з точки зору КДБ СРСР традиційними шпигунами (тобто задля власної безпеки не проводили секретні зустрічі з представниками іноземної розвідки, які не намагалися отримати секретні дані). Це поняття було офіційно використано головою КДБ СРСР Ю. В. Андроповим у секретній доповіді в Політбюро в 1972 р.. На думку журналіста Артема Кречетнікова, це поняття дозволило підвести під обвинувачення в «державній зраді» будь-яку людину, яка контактує з іноземцями й притримується ліберальних поглядів.
Зокрема, проводячи так звані «активні заходи» (тобто заходи для впливу на громадську думку за кордоном), зовнішня розвідка радянських органів держбезпеки використовувала закордонних журналістів та громадських діячів. Агенти впливу розглядається як «найпростіший і прямий спосіб» вплинути на політику іншого уряду й сенаторів (депутатів). Якщо агент впливу займає високий пост в уряді, він може прийняти вигідне для іноземного уряду рішення проти інтересів держави якій має служити. В бюрократичній системі держави робота агента впливу полягає в зміні точки зору колег.
Подібні заходи здійснювали й інші держави. У той же час необхідно мати на увазі, що необґрунтоване звинувачення політичного противника в тому, що він є чиїмсь агентом впливу є досить поширений спосіб політичної боротьби.

## Цілі
Основна мета агента впливу завжди одинока — допомогти агресорові, окупантові (іншій державі) у їх деструктивній діяльності проти тої держави, де знаходиться агент впливу; можливості якого втрачаються при перебуванні за межами держави проти якої він діє:
- Формування сприятливої для агресора (окупанта) суспільної думки в середині держави,
- вплив на осіб приймаючих управлінські рішення у державі вигідне окупантам (агресорам),
- дестабілізація політичної ситуації для втрати контролю держави на підсилення впливу агресора (окупанта),
- збуджування конфліктних тем у суспільстві,
- саботаж у рамках владних повноважень (бездіяльність) зі сприянням послабленню держави на користь агресора (окупанта).

## Викриті агенти впливу
- Гаррі Декстер Вайт
- Юлія Кристева (викрита по розпаду СРСР)
- Бутіна Марія Валеріївна
- Елайдж Хіс (США)
- Гюнтер Гуліам (Німеччина)
- Арні Трехоль (Норвегія)
- Арні Петерсен (Данія)
- П'єр Шарль Пате[fr]
- Хунаг Джі (Сінгапур)